# Institute for the Study of Global Antisemitism and Policy
El Institute for the Study of Global Antisemitism and Policy (Instituto para el Estudio del Antisemitismo y Política Globales, ISGAP ) es una organización estadounidense no lucrativa financiada por Israel.
Los profesores de Harvard Alan Dershowitz y Ruth Wisse fueron copresidentes de la junta internacional de ISGAP. El comité ejecutivo de su Consejo Asesor Académico Internacional incluyó al exministro de Justicia canadiense Irwin Cotler y al historiador Irving Abella. El presidente de ISGAP es Natan Sharansky. Su directora general es Sima Vaknin-Gil, teniente coronel y ex censora jefe de las Fuerzas de Defensa de Israel .

## Historia y actividades
ISGAP fue fundada en 2004 por Charles Asher Small de la Universidad de Tel Aviv como una organización sin fines de lucro para producir y apoyar investigaciones académicas, seminarios y conferencias para estudiar el antisemitismo.
En 2006, Small y el ISGAP fundaron la Iniciativa de Yale para el Estudio Interdisciplinario del Antisemitismo (YIISA), el primer instituto universitario dedicado al estudio del antisemitismo en América del Norte, en la Universidad de Yale .
El programa estrella de ISGAP es una conferencia de dos semanas que reúne a unos 80 especialistas académicos del antisemitismo. En 2019, la conferencia se celebró en la Universidad de Oxford .
En noviembre de 2023, ISGAP y el Network Contagion Research Institute publicaron un estudio titulado "La corrupción de la mente estadounidense". El estudio afirmaba que 13.000 millones de dólares en financiación extranjera no revelada de Qatar y otros países que denominaban "autoritarios" a más de 100 universidades estadounidenses habían provocado un aumento del 300% del antisemitismo en los campus .
En 2024, ISGAP se reunió periódicamente con líderes de los partidos Demócrata y Republicano para instar a que investigasen las manifestaciones pro palestinas en las universidades estadounidenses .

## Financiación
En 2019, el ISGAP recibió del gobierno israelí una subvención de 1,3 millones de dólares estadounidenses para tres años. En 2020, The Forward informó que casi el 80% de la financiación del ISGAP en 2018, por un total de 445.000 dólares, había provenido del gobierno de Israel.